# David Oakes
David Oakes (Salisbury, 14 de outubro de 1983) é um ator britânico de televisão, cinema e teatro. É mais conhecido por seus papéis de William Hamleigh na minissérie The Pillars of the Earth, de Juan Borgia na série The Borgias e de George, Duque de Clarence, em The White Queen.

## Filmografia

### Televisão
| Ano       | Título                                 | Papel                                  | Canal                  | Notas                          |
| 2008      | Bonekickers                            | Alfred, Lord Tennyson                  | BBC One                | Episódio 6, "Follow the Gleam" |
| 2008      | Walter's War                           | Oswald Hennessey                       | BBC Four               |                                |
| 2009      | Henry VIII: The Mind of a Tyrant       | George Cavendish                       | Channel 4              | Episódio 3, "Lover"            |
| 2009      | Trinity                                | Ross Bonham                            | ITV2                   | Episódios 1, 2 e 3             |
| 2010      | The Pillars of the Earth               | Lord William Hamleigh                  | Starz, Channel 4       | Minissérie                     |
| 2011–2012 | The Borgias                            | Juan Borgia                            | Showtime, Sky Atlantic | Temporadas 1 e 2               |
| 2013      | Ripper Street                          | Victor Silver                          |                        |                                |
| 2013      | The White Queen                        | George, Duque de Clarence              |                        |                                |
| 2014      | Kim Philby: His Most Intimate Betrayal | Kim Philby                             |                        |                                |
| 2015      | Endeavour                              | Jocelyn "Joss" Bixby                   |                        |                                |
| 2015      | The Living and The Dead                | William Payne                          |                        |                                |
| 2016–2017 | Victoria                               | Ernesto II, Duque de Saxe-Coburgo-Gota |                        |                                |
| 2022–2024 | Vikings: Valhalla                      | Conde Godwin                           |                        |                                |

### Cinema
| Ano  | Título                     | Papel        | Produtora       | Notas                                  |
| 2013 | Who Shall I Play With Now? | Gregory      | Dog Ate Cake    |                                        |
| 2012 | Truth or Die               | Justin       | Corona Pictures | Chamado "Truth or Dare" no Reino Unido |
| 2012 | 100Dniowk@                 | David Potter | Agresywna Banda |                                        |

### Teatro
| Ano  | Título                                            | Papel                                   | Teatro                                                     | Diretor(a)         |
| 2006 | Much Ado About Nothing por William Shakespeare    | Claudio & Verges                        | Royal Shakespeare Company & Bristol Old Vic Theatre School | John Hartoch       |
| 2007 | Love's Labour's Lost por William Shakespeare      | Dumaine                                 | Shakespeare's Globe & International Tour                   | Dominic Dromgoole  |
| 2007 | We the People por Eric Schlosser                  | Charles Pinckney & Gunning Bedford, Jr. | Shakespeare's Globe                                        | Charlotte Westenra |
| 2008 | Old Vic New Voices: The Twenty-four Hour Plays    | Davide                                  | Old Vic Theatre                                            |                    |
| 2008 | Journey's End por R. C. Sherriff                  | Raleigh                                 | Mercury Theatre                                            | Tony Casement      |
| 2008 | Mary Stuart por Friedrich Schiller                | Mortimer                                | Traverse Theatre                                           | Aida Karic         |
| 2009 | All The Little Things We Crushed por Joel Horwood | Hugh                                    | Almeida Theatre                                            | Simon Godwin       |
| 2011 | Three Farces por John Maddison Morton             | Samson Slasher & John Bagshaw           | Orange Tree Theatre                                        | Henry Bell         |
| 2013 | Pride and Prejudice por Jane Austen               | Mr. Darcy                               | Open Air Theatre, Regents Park                             | Deborah Bruce      |